# People's World
People's World, sucessor oficial do Daily Worker, é uma noticiário marxista americano. Fundada por ativistas, socialistas, comunistas e aqueles envolvidos no movimento trabalhista no início dos anos 1900, a publicação atual é resultado da fusão entre o Daily World e o jornal semanal da Costa Oeste People's Daily World em 1987.